# Système de coordonnées (cartographie)
Pour les systèmes de coordonnées utilisés dans d'autres contextes, voir Système de coordonnées (homonymie).
En cartographie, un système de coordonnées est un référentiel dans lequel on peut représenter des éléments dans l'espace. Ce système permet de se situer sur l'ensemble du globe terrestre grâce à un couple de coordonnées géographiques.
Pour construire un système de coordonnées géographiques, il faut calculer un référentiel de la surface terrestre. Il en existe plusieurs pour des raisons historiques, techniques et d'usage.
Jusqu'à la fin des années 1990, les systèmes techniques de positionnement étaient fondés sur les principes locaux (comme la triangulation) et donc dans chaque région un système de coordonnées spécifique a été défini. La possibilité de définir des systèmes globaux pour l'ensemble de la Terre est apparue avec les satellites notamment avec la mise en œuvre du système GPS. Comme il est assez compliqué de changer de système de coordonnées, car il faut notamment refaire toutes les cartes, on utilise encore parfois des systèmes de coordonnées anciens.
Un système de coordonnées mondial implique d'estimer des vitesses de déplacement pour les points (de l'ordre de quelques centimètres par an) en raison de la dérive des continents.   C'est le cas de l'International Terrestrial Reference System. Pour simplifier les applications opérationnelles, ont été créés des référentiels co-mobiles avec des plaques tectoniques (les vitesses des points sont alors très faibles voire presque nulles). C'est le cas en Europe avec l'ETRS89.
Il est souvent plus pratique d'utiliser des coordonnées planes dans un système de projection cartographique plutôt que des coordonnées géographiques et comme tout système de projection déforme soit les surfaces soit les formes, il est utile de pouvoir choisir la projection la plus adaptée en fonction de ses besoins.

## La représentation de la surface terrestre
La forme de la surface terrestre est géométriquement imparfaite.
Il y a plusieurs façons de représenter la Terre :
- La terre peut être apparentée très grossièrement à une sphère. Cependant, cette représentation ne peut être utilisée en géographie car elle est vraiment trop imprécise.
- En plus d'être globalement sphérique, la Terre est légèrement aplatie au niveau des pôles du fait de sa rotation.  Cependant, cela n'est pas encore suffisant pour la cartographie à grande échelle. Au-delà de 1:10 000, les mesures sont totalement erronées.
- Pour de plus grandes échelles, un ellipsoïde est utilisé (pour une meilleure précision).

### Le géoïde
Les géoïdes sont des représentations gravitationnelles de la surface de la Terre. La forme des géoïdes est complexe et ne peut être formulée mathématiquement de façon simple. Ils ne peuvent donc pas être utilisés en cartographie.

### L'ellipsoïde
L’ellipsoïde est une surface géométrique permettant de représenter assez fidèlement la forme du géoïde.
On peut le définir comme une surface mathématique modélisant le géoïde. L'ellipsoïde s'obtient en faisant tourner une ellipse par rapport à un de ses deux axes. Un ellipsoïde se définit par les longueur de son demi grand et petit axes respectivement.

## La notion de coordonnées
Pour se localiser sur la Terre, il est nécessaire d'utiliser un système géodésique duquel découlent les coordonnées géographiques figurant sur les cartes. Celles-ci peuvent être exprimées soit sous la forme de longitude et latitude (coordonnées dites géographiques), soit en représentation cartographique plane (coordonnées dites en projection).
Les coordonnées géographiques sont exprimées en degrés sexagésimaux (Degrés Minutes Secondes), degrés décimaux, grades ou radians et donnent la latitude et la longitude d'un lieu par rapport à un méridien. L'origine dans le système WGS84 (avant ED50) est le méridien d'origine IERS. En France, dans le système NTF, l'origine est le méridien de Paris.
Attention, des coordonnées géographiques n'ont aucun sens si on ne les accompagne pas des informations sur le système géodésique dans lequel elles sont exprimées.

## Classification des systèmes de coordonnées géoréférencées
On distingue plusieurs types de systèmes de coordonnées géoréférencées :
- système de coordonnées géographiques. Les coordonnées sont deux angles appelés latitude et longitude généralement exprimés en degrés. La hauteur au-dessus de l'ellipsoïde peut être associée comme troisième coordonnée.
- système de coordonnées géocentriques. C'est un système de coordonnées cartésiennes dans l'espace fondé sur le centre des masses de la Terre et sur un premier axe dans le plan de l'équateur et intersectant le méridien de Greenwich, un deuxième axe dans le même plan de l'équateur et orthogonal au premier et un troisième axe correspondant à l'axe de rotation de la Terre. Ce type de système est surtout utilisé comme système intermédiaire pour les calculs de changement de système.
- système de définition d'altitude. L'altitude est mesurée comme une distance le long de la verticale par rapport à une référence qui est généralement le niveau de la mer.
- système de coordonnées projetées. Il existe de nombreux systèmes de projection cartographique qui permettent de définir des coordonnées sur un plan.
- la composition d'un système horizontal et d'un système vertical définit un système de coordonnées.

## Lien entre le système de référence et le système de coordonnées
Les différents systèmes de coordonnées utilisées en géographie sont étroitement liés aux différents systèmes de référence :
| Systèmes de coordonnées | Systèmes de référence                                                                    | exemple |
| Cartésiennes – X,Y,Z unités= m (mètre) | + Système de référence ( centre + direction du nord + point d'origine du méridien zéro ) | référentiel WGS84 cartésien |
| Géographiques –Latitude ( noté ɸ ) et Longitude ( noté ʎ) unités angulaires= ° (degrés) (historiquement: ° ′ ″ (degrés sexagésimaux) –Hauteur ellipsoïdale ( noté h ) (anglais: normal vector) unité= m (mètre)                                                | + Système de référence + ellipsoïde ( demi-grand axe OA + demi-petit axe OB)             | référentiel WGS84 cartésien + éllipsoïde WGS84 |
| Planes implique le choix d'une zone limite pour éviter les fortes déformations – E (pour est),N (pour nord) unités= m (mètre) – H (altitude), hauteur par rapport au géoïde de référence (cad. hauteur par rapport au niveau moyen de la mer) unité= m (mètre) | + Système de référence + ellipsoïde + projection + système altimétrique local            | EPSG:5490 RGAF09 (système légal en Martinique depuis 2019) : référentiel IGS05 cartésien + éllipsoïde IAG GRS80 + projection UTM fuseau 20 Nord + Altitude orthométrique (point de référence: Fort Desaix, grille de conversion de h en H: RAMART2016.mnt) |

## Système géodésique
L'ellipsoïde est une représentation de la surface de la Terre mais elle n'est pas suffisante pour définir un système de coordonnées. Le système de référence géodésique est aussi appelé datum.

### Système de référence géocentrique
Le système de coordonnées géocentriques n'est pas un système de coordonnées planaire basé sur une projection cartographique. C'est un système de coordonnées géographiques dans lequel la Terre est modélisée sous la forme d'une sphère ou d'un ellipsoïde dans un système XYZ orienté à droite (cartésien 3D), mesuré à partir du centre de la Terre.
L'axe X pointe vers le méridien principal, l'axe Y pointe vers 90° hors du plan équatorial et l'axe Z pointe dans la direction du pôle Nord.
Un système de coordonnées géocentriques est semblable à un système de coordonnées géographiques basé sur la latitude et la longitude, qui mesure les angles à partir du centre de la Terre.

## Les projections

### Définition
La projection cartographique est un ensemble de techniques permettant de représenter la surface de la Terre dans son ensemble ou en partie sur la surface plane d'une carte.

### Les types de projections
- La projection équivalente : conserve localement les surfaces.
- La projection conforme : conserve localement les angles, donc les formes.
- La projection aphylactique : elle n'est ni conforme ni équivalente, mais peut être équidistante, c'est-à-dire conserver les distances sur les méridiens.

#### Conformité géométrique
- Particularité des cartes à petite échelle
- Projections équivalentes
- Projections aphylactiques
- Projections conformes	
  - La conformité géométrique ne peut être atteinte qu’approximativement, moins bien dans les projections équivalentes ou conformes. Les projections conformes ont la particularité d’être géométriquement conformes pour les très petites surfaces. Un tout petit carré sur la carte correspond à un carré à la surface du globe.
- Déformation des distances
  - La déformation des distances dépend de la direction, parmi le nombre infini de directions au départ d’un point, seules quatre directions donnent des distances exactes compte tenu de l’échelle. La déformation des distances dépend de la direction et de la situation du point de départ. La déformation des distances dépend de la situation du point de départ, l’échelle en un point donné est la même dans toutes les directions pour des distances infiniment petites, mais elle diffère d’un point a un autre.

### La projection cylindrique
On projette l'ellipsoïde sur un cylindre qui l'englobe. Celui-ci peut être tangent au grand cercle, ou sécant en deux cercles. Puis on déroule le cylindre pour obtenir la carte.
- Projection de Mercator (conforme) : La projection de Mercator est une projection cylindrique du globe terrestre sur une carte plane nommée par Gerardus Mercator en 1569. Les parallèles et les méridiens sont des lignes droites et l'inévitable étirement Est-Ouest en dehors de l'équateur est accompagné par un étirement Nord-Sud correspondant, de telle sorte que l'échelle Est-Ouest est partout semblable à l'échelle Nord-Sud

- Projection de Peters (équivalente) : La projection de Peters est une projection qui maintient la proportion entre les surfaces sur la carte et les surfaces réelles. Ainsi, les rapports entre les surfaces des pays sur la carte correspond au rapport de leurs surfaces réelles.

- Projection de Robinson (pseudo-cylindrique, aphylactique) : Cette projection est définie comme pseudo-cylindrique car les parallèles sont des segments et les méridiens sont espacés régulièrement. Dans cette projection on retrouve :
  - les lignes de latitude constante qui sont des parallèles.
  - les parallèles qui sont régulièrement espacées entre 38°S et 38°N puis l'écart entre deux parallèles qui diminue.
  - un méridien central droit.
  - les méridiens qui sont courbes et espacés régulièrement.
  - les pôles qui sont représentés par des segments qui font 0,5322 fois la taille de l'équateur.

- Transverse Universelle de Mercator, aussi appelée Gauss-Kruger (conforme): Cette projection est une projection cylindrique où l’axe du cylindre croise perpendiculairement l’axe des pôles de l’ellipsoïde terrestre au centre de l’ellipsoïde.

- Projection cylindrique équidistante. La projection cylindrique équidistante, encore appelée projection équi-rectangulaire ou projection géographique, est un type de projection cartographique très simple attribué à Marinus de Tyr vers 100 ap. J.-C.1 La projection consiste à projeter la surface d'une sphère sur la surface d'un cylindre, en prenant comme origine des vecteurs de projection l'axe des pôles géographiques du globe, et en projetant à latitude constante tout autour de cet axe. Les méridiens de longitude sont alors projetés sur des lignes verticales espacées de manière égale, et les parallèles de latitude sont aussi projetés sur des lignes horizontales équidistantes (espacement horizontal constant).

- Projection de Mercator oblique, utilisée en Suisse par exemple.

### La projection conique
On projette l'ellipsoïde sur un cône tangent à un cercle ou sécant en deux cercles. Puis on déroule le cône pour obtenir la carte.
- Projection conique conforme de Lambert. Cette projection est une projection conique conforme (qui conserve les angles). Dans cette projection on retrouve :
  - les parallèles (latitude constante) qui sont des cercles concentriques autour du point P, projection du pôle Nord et sommet du cône.
  - les méridiens (longitude constante) qui sont des droites concourantes en P.
  - l'axe des ordonnées qui est la projection du méridien de référence.
  - l'origine qui se trouve au point de référence.
  - le cercle, projection du parallèle de référence, qui est appelé isomètre ou isomètre de référence. En effet, c'est selon ce cercle que l'on définit l'échelle de la carte.
  - les angles qui sont conservés.

### La projection azimutale
On projette l'ellipsoïde sur un plan tangent en un point ou sécant en un cercle. Il existe trois types de projections azimutales, qui se différencient par la position du point de perspective utilisé pour la projection:
- Projection stéréographique : Le point de perspective est placé sur le sphéroïde ou l'ellipsoïde à l'opposé du plan de projection. Le plan de projection qui sépare les deux hémisphères nord et sud de la sphère, est appelé plan équatorial.

- Projection gnomonique : Le point de perspective est au centre du sphéroïde.

- Projection de Fuller : Projection gnomonique sur un polyèdre, cuboctaèdre (14 faces) ou icosaèdre (20 faces). La projection de Fuller de la Terre est la projection cartographique d'une carte sur la surface d'un polyèdre. Elle a été créée par Richard Buckminster Fuller, en 1946 pour une projection sur un cuboctaèdre et sur un icosaèdre en 1954. Les 20 triangles peuvent être placés différemment, cette carte n'ayant ni haut ni bas.

- Projection orthographique : Le point de perspective est à une distance infinie. On perçoit un hémisphère du globe comme si on était situé dans l'espace. Les surfaces et formes sont déformées, mais les distances sont préservées sur des lignes parallèles.

### Les projections uniques
- Projection sinusoïdale : La projection équivalente et équidistante de Sanson-Flamsteed est une projection sinusoïdale, elle est utilisée pour une représentation globale de la planète. Il s'agit en fait d'un cas particulier de la projection de Bonne.
- Dans cette projection les surfaces sont conservées et la représentation des pôles est moins déformée qu'avec une projection cylindrique. Contrairement au cas de la projection de Bonne, les latitudes sont représentées comme des droites parallèles entre elles.
- Les déformations minimales se trouvent autour de l'équateur et du méridien central. Contrairement à une simple projection sinusoïdale, une projection de Sanson-Flamsteed « découpe » la carte pour en « redresser » les continents. Plus précisément, cette représentation est donc souvent utilisée en projection interrompue centrée sur différents méridiens.

## Les codes EPSG
L'EPSG (European Petroleum Survey Group), un groupe créé en 1985 par Jean-Patrick Girbig qui travaillait alors avec la société Elf Aquitaine, a défini une liste des systèmes de coordonnées géoréférencées et leur a associé des codes pour les identifier. En 2005, ce groupe est devenu le "Comité de topographie et de positionnement" (Surveying and Positionning Comittee) de l'Association internationale des producteurs de pétrole et de gaz (OGP). Cette liste est diffusée sur le site de l'OGP. Ces codes, qui existent toujours sous le nom de "code EPSG", sont notamment utilisés dans les standards de l'Open Geospatial Consortium et dans certains logiciels de Système d'information géographique (SIG). L'APSG (Americas Petroleum Survey Group) a été créé par Jean-Patrick Girbig 10 ans plus tard à Houston (États-Unis d'Amérique) avec des objectifs semblables.
Un système géodésique peut recevoir plusieurs codes EPSG selon son utilisation. Ainsi, le système géodésique officiel "Réseau Géodésique Français" RGF93, valide en métropole, a pour code EPSG 4171. L'ellipsoïde associé est IAG GRS 1980.
Lorsqu'un code EPSG est noté "(géographique 2D)", cela signifie que le système géodésique est réduit à la latitude et à la longitude. Lorsqu'il est noté "(géographique 3D)", cela signifie qu'il gère la latitude, et la longitude, ainsi que la hauteur sur l'ellipsoïde.
Le  Registre des paramètres géodésiques EPSG (Geodetic Parameter Registry, http://www.epsg-registry.org/) permet de trouver les systèmes de coordonnées en un lieu, ou les lieux qui correspondent à un code EPSG.

## Systèmes de coordonnées géographiques fréquemment utilisés

### en France métropolitaine
| Code   | nom                                        | EPSG                                                                          | Remarques |
| ------ | ------------------------------------------ | ----------------------------------------------------------------------------- | --- |
| RGF93  | Réseau Géodésique Français 1993            | 6171 (système géocentrique), 4965 (3D), 4171 (2D)                             | Système français légal (décret 2000-1276 du 26 décembre 2000). Identique à l'ETRS89 au 1/1/1993. Compatible avec le WGS84 pour des précisions égales ou supérieures à 10 m (c'est-à-dire 15 m etc.). |
| NTF    | Nouvelle Triangulation Française           | 2D : 4807 (Paris, grade) ou 4275 (Greenwich, degré). 3D : 7400 (Paris, grade) | Système français périmé mais encore largement utilisé. |
| ETRS89 | European Terrestrial Reference System 1989 | 4937 (3D), 4258(2D)                                                           | Système européen actuel |
| ED50   | European Datum 1950                        | 4230                                                                          | Système européen périmé |
| WGS84  | World Geodetic System 1984                 | 4979 (3D), 4326 (2D)                                                          | Système mondial très utilisé notamment avec le GPS. |

### Dans l'outre-mer français
| Région                 | Code    | nom                                        | EPSG                                      | Remarques |
| ---------------------- | ------- | ------------------------------------------ | ----------------------------------------- | --- |
| Guadeloupe, Martinique | WGS84   | World Geodetic System 1984                 | 4557 (3D), 4558 (2D)                      | Système légal (décret 2000-1276 du 26 décembre 2000). Ce WGS84, aussi appelé RRAF91 (Réseau de référence des Antilles françaises), est issu d'un réseau de référence observé en 1991, lui-même appuyé sur des points observés en 1988 (campagne internationale TANGO88), époque où l'ITRS n'était qu'à l'état d'embryon. Sa précision est métrique. En 2008/2009, l'IGN a exécuté une nouvelle campagne correspondant à l'état de l'art en matière de géodésie, conduisant à une réalisation de l'ITRS via l'ITRF2005 (IGS05 époque 2009.0 pour être précis) le RGAF09. Les écarts constatés avec l'« ancien » (mais néanmoins légal) WGS84 sont de l'ordre de 70 cm avec en plus des écarts différentiels entre îles (Guadeloupe et Martinique) de 30 cm en vertical. |
| Guyane                 | RGFG95  | Réseau géodésique français de Guyane       | 4967(3D),4624(2D), 4966 (géocentrique)    | Système légal (décret 2000-1276 du 26 décembre 2000). Raccordé à l'ITRS via ITRF93 époque 1995.0 |
| Réunion                | RGR92   | Réseau géodésique de la Réunion            | 4971(3D), 4627(2D), 4970 (géocentrique)   | Système légal (décret 2000-1276 du 26 décembre 2000). Raccordé à l'ITRS via ITRF91 époque 1993.1 Compatible avec le WGS84 pour des précisions égales ou supérieures à 10 m (c'est-à-dire 15 m etc.).. |
| Mayotte                | RGM04   | Réseau géodésique de Mayotte               | 4468 (géocentrique), 4469 (3D), 4470 (2D) | Système légal (décret 2000-1276 du 26 décembre 2000). Raccordé à l'ITRS via ITRF2000 |
| St-Pierre-et-Miquelon  | RGSPM06 | Réseau géodésique de St-Pierre-et-Miquelon | 4463 (2D), 4465 (géocentrique), 4466 (3D) | St-Pierre-et-Miquelon ne figure pas dans le décret 2000-1276 du 26 décembre 2000. Raccordé à l'ITRS via ITRF2000. |

## Systèmes de coordonnées projetées fréquemment utilisés

### En France métropolitaine
Pour la France Métropolitaine, seul le code 2154 (Lambert 93) et les codes 3942 à 3950 (coniques conformes 9 zones) sont légaux. Les autres codes sont périmés, mais pas dépréciés.
| Syst. géo. | Projection                                    | EPSG       | Remarques |
| ---------- | --------------------------------------------- | ---------- | --- |
| RGF93      | Lambert 93                                    | 2154       | Système récent mais de plus en plus utilisé                                                                               |
| RGF93      | Lambert CC42 (Zone 1 du 41°N au 43°N - Corse) | 3942       | Système récent mais de plus en plus utilisé                                                                               |
| RGF93      | Lambert CC43 (Zone 2 sud du 44°N)             | 3943       | Système récent mais de plus en plus utilisé                                                                               |
| RGF93      | Lambert CC44 (Zone 3 du 43°N au 45°N)         | 3944       | Système récent mais de plus en plus utilisé                                                                               |
| RGF93      | Lambert CC45 (Zone 4 du 44°N au 46°N)         | 3945       | Système récent mais de plus en plus utilisé                                                                               |
| RGF93      | Lambert CC46 (Zone 5 du 45°N au 47°N)         | 3946       | Système récent mais de plus en plus utilisé                                                                               |
| RGF93      | Lambert CC47 (Zone 6 du 46°N au 48°N          | 3947       | Système récent mais de plus en plus utilisé                                                                               |
| RGF93      | Lambert CC48 (Zone 7 du 47°N au 49°N)         | 3948       | Système récent mais de plus en plus utilisé                                                                               |
| RGF93      | Lambert CC49 (Zone 8 du 48°N au 50°N)         | 3949       | Système récent mais de plus en plus utilisé                                                                               |
| RGF93      | Lambert CC50 (Zone 9 au nord du 49°N)         | 3950       | Système récent mais de plus en plus utilisé                                                                               |
| NTF(Paris) | Lambert Nord standard (Zone I)                | 27561      | Système français périmé mais encore utilisé dans le nord de la France                                                     |
| NTF(Paris) | Lambert Centre standard (Zone II)             | 27562      | Système français périmé mais encore utilisé dans le centre de la France                                                   |
| NTF(Paris) | Lambert Sud standard (Zone III)               | 27563      | Système français périmé mais encore utilisé dans le sud de la France                                                      |
| NTF(Paris) | Lambert Corse standard (Zone IV)              | 27564      | Système français périmé mais encore utilisé en Corse                                                                      |
| NTF(Paris) | Lambert Zone I carto                          | 27571      | Système français périmé mais encore utilisé dans le nord de la France                                                     |
| NTF(Paris) | Lambert Zone II carto                         | 27572      | Système français périmé mais encore utilisé dans l'ensemble de la France métropolitaine sous le nom de Lambert II étendu. |
| NTF(Paris) | Lambert Zone III carto                        | 27573      | Système français périmé mais encore utilisé dans le sud de la France                                                      |
| NTF(Paris) | Lambert Zone IV carto                         | 27574      | Système français périmé mais encore utilisé en Corse                                                                      |
| ED50       | France EuroLambert                            | 2192       | Système périmé fondé sur le système ED50 et les paramètres de la projection Lambert II étendue                            |
| ETRS89     | ETRS-LAEA                                     | 3035       | Système européen actuel conservant les surfaces                                                                           |
| ETRS89     | ETRS-LCC                                      | 3034       | Système européen actuel conservant les angles                                                                             |
| WGS84      | UTM 30N                                       | 32630      | Système UTM, utilisé notamment par les militaires ; la zone 30 pour les longitudes entre 0 et 6 degrés ouest              |
| WGS84      | UTM 31N                                       | 32631      | Système UTM, utilisé notamment par les militaires ; la zone 31 pour les longitudes entre 0 et 6 degrés est                |
| WGS84      | UTM 32N                                       | 32632      | Système UTM, utilisé notamment par les militaires ; la zone 32 pour les longitudes entre 6 et 12 degrés est               |
| WGS84      | Mercator                                      | 3395       | Projection Mercator fondée sur WGS84 utilisée dans les cartes marines récentes du Shom                                    |
| ED50       | Mercator                                      | non défini | Projection Mercator fondée sur ED50 utilisée dans les cartes marines anciennes du Shom                                    |

### Dans la France d'outre-mer
De manière générale, l'utilisation d'un carreau UTM basé sur WGS84 implique une précision égale à celle du WGS84 (entre 5 m et 10 m voire moins).
Pour les DROM-COM, l'UTM est basé sur des systèmes géodésiques plus précis (RRAF91, RGR92...) : la zone d'application est donc réduite à celle du système sous-jacent, et la précision est celle du système sous-jacent.
| Syst. géo. | Projection | EPSG | Remarques                                   |
| ---------- | ---------- | ---- | ------------------------------------------- |
| WGS84      | UTM 20N    | 4559 | Système utilisé en Guadeloupe et Martinique |
| RGR92      | UTM 40S    | 2975 | Système utilisé à la Réunion                |
| RGFG95     | UTM 22N    | 2972 | Système utilisé en Guyane                   |
| RGM04      | UTM 38S    | 4471 | Système utilisé à Mayotte                   |
| RGSPM06    | UTM 21N    | 4467 | Système utilisé à St-Pierre-et-Miquelon     |
| RGPF       | UTM 6S     | 3297 | Système utilisé en Polynésie Française      |